# HSPB1
HSPB1 (англ. Heat shock protein family B (small) member 1) – білок, який кодується однойменним геном, розташованим у людей на короткому плечі 7-ї хромосоми.  Довжина поліпептидного ланцюга білка становить 205 амінокислот, а молекулярна маса — 22 783.
| 10         |  | 20         |  | 30         |  | 40         |  | 50         |
| ---------- |  | ---------- |  | ---------- |  | ---------- |  | ---------- |
| MTERRVPFSL |  | LRGPSWDPFR |  | DWYPHSRLFD |  | QAFGLPRLPE |  | EWSQWLGGSS |
| WPGYVRPLPP |  | AAIESPAVAA |  | PAYSRALSRQ |  | LSSGVSEIRH |  | TADRWRVSLD |
| VNHFAPDELT |  | VKTKDGVVEI |  | TGKHEERQDE |  | HGYISRCFTR |  | KYTLPPGVDP |
| TQVSSSLSPE |  | GTLTVEAPMP |  | KLATQSNEIT |  | IPVTFESRAQ |  | LGGPEAAKSD |
| ETAAK      |  |            |  |            |  |            |  |            |

A: Аланін

C: Цистеїн

D: Аспарагінова кислота

E: Глутамінова кислота

F: Фенілаланін

G: Гліцин

H: Гістидин

I: Ізолейцин

K: Лізин

L: Лейцин

M: Метіонін

N: Аспарагін

P: Пролін

Q: Глутамін

R: Аргінін

S: Серин

T: Треонін

V: Валін

W: Триптофан

Кодований геном білок за функцією належить до шаперонів. 
Задіяний у такому біологічному процесі як відповідь на стрес. 
Локалізований у цитоплазмі, цитоскелеті, ядрі.